# Giocatori dei Minnesota Vikings
In più di 50 anni di storia, oltre 1000 giocatori hanno vestito la maglia dei Minnesota Vikings, squadra professionistica di football americano della National Football League con sede a Minneapolis.

## Storia

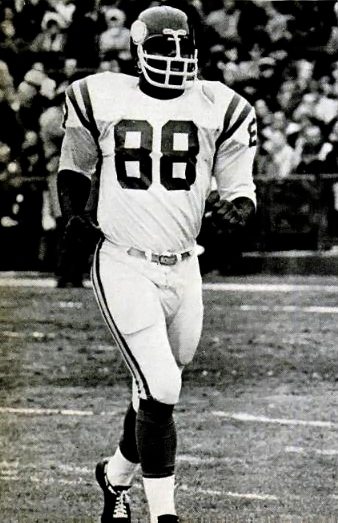
Alan Page, uno dei soli 2 difensori nella storia della NFL ad esser stato premiato come MVP.

Diversi, tra questi 1000, sono quelli distintisi per aver, durante la loro militanza con la maglia dei Vikings, stabilito record NFL o di franchigia, ricevuto prestigiosi riconoscimenti (come MVP della NFL, MVP del Pro Bowl, Giocatore offensivo dell'anno della NFL o Difensore dell'anno della NFL), essere stati indotti nella Pro Football Hall of Fame o anche solo essersi resi protagonisti di giocate entrate nel cuore dei tifosi. Tra di essi vanno annoverati i primi due MVP della NFL ed Hall of Famer della franchigia, il quarterback Fran Tarkenton che condusse i Vikings a 3 finali di Super Bowl oltre che detentore di numerosi record di franchigia, ed il defensive tackle Alan Page, primo difensore nella storia della NFL a ricevere l'ambito riconoscimento di MVP. Entrambi si sono visti ritirare il numero di maglia dalla franchigia al termine della loro carriera, onore concesso a soli altri 4 grandi giocatori tra cui i defensive end Jim Marshall e Carl Eller, che assieme allo stesso Page ed al defensive tackle Gary Larsen costituì una delle defensive line più forti di sempre nella storia della NFL, i Purple People Eaters. Altri giocatori delle prime due decadi dell'ultracinquantenaria storia dei Vikings da menzionare sono poi il safety Paul Krause, indotto nella Pro Football Hall of Fame nel 1998 e tutt'oggi detentore del record NFL per il maggior numero di intercetti (81), l'offensive tackle Ron Yary, anch'egli Hall of Famer, il centro Mick Tingelhoff, detentore del record NFL per il maggior numero di partite consecutive disputate come titolare da un centro ed onorato dalla franchigia col ritiro del suo numero 53, il placekicker Fred Cox, detentore del record di franchigia di punti segnati ed unico a sfondare quota 1000 con i suoi 1365 punti messi a segno, i running back Chuck Foreman e Bill Brown, portatori di palla dei Vikings durante gli anni '60 e '70 nonché pluridetentori di numerosi record di franchigia, il quarterback Joe Kapp che nel 1969 guidò i Vikings alla vittoria del Campionato NFL, il wide receiver Ahmad Rashād, MVP del Pro Bowl nel 1978 ed indimenticabile protagonista di un Hail Mary pass clamoroso che permise ai Vikings di assicurarsi il titolo divisionale nel 1980, il cornerback Bobby Bryant, detentore (con altri 7 giocatori) del record di franchigia per intercetti ritornati in touchdown (3) e considerato il miglior cornerback nella storia dei Vikings.

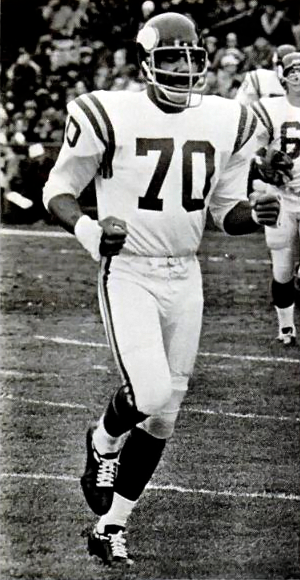
Con 270 partite disputate consecutivamente tra il ed il, Jim Marshall detiene ancora il record di franchigia assoluto relativo alle presenze.

Tra coloro che hanno vestito la maglia dei Vikings durante gli anni '80 e '90, bisogna annoverare poi i linebacker Scott Studwell e Matt Blair, primatisti a livello di franchigia rispettivamente per tackle messi a segno (1981 in carriera, 230 in una singola stagione, 24 in una singola gara) e per calci bloccati (20), il safety Joey Browner, 6 volte convocato al Pro Bowl ed altrettante volte nominato per entrar a far parte della Pro Football Hall of Fame, il defensive end Chris Doleman ed il defensive tackle John Randle, entrambi Hall of Famer nonché rispettivamente al 4º e 7º posto nel ristretto club dei 100 sack, il quarterback Tommy Kramer, secondo solo a Tarkenton nelle statistiche di franchigia relative ai quarterback e coautore del sopracitato Hail Mary pass, il defensive tackle Keith Millard, secondo Viking a ricevere il premio di Difensore dell'anno della NFL nonché detentore del record NFL di sack messi a segno in una singola stagione da un defensive tackle, la guardia Randall McDaniel, Hall of Famer considerato uno dei migliori di sempre nel suo ruolo nonché detentore del record per il maggior numero di partecipazioni al Pro Bowl (a partire dalla fusione AFL-NFL) (11 con i Vikings, 12 in totale in carriera), il running back Robert Smith, sino al 2012 detentore del record di franchigia per yard su corsa, la coppia di wide receiver Anthony Carter e Cris Carter, il primo detentore con 642 yard del record NFL per yard complessive (ricevute e corse) in post-season e il secondo detentore di buona parte dei record di franchigia in ricezione nonché in ordine cronologico ultimo Hall of Famer della franchigia, l'offensive tackle Gary Zimmerman, Hall of Famer ed inserito nelle formazioni ideali della NFL sia degli anni '80 che '90.
Protagonisti negli ultimi anni sono stati invece il wide receiver Randy Moss, uno dei più grandi di sempre nel suo ruolo nonché detentore di numerosi record sia NFL che di franchigia, il quarterback Daunte Culpepper, detentore dei record di franchigia per il miglior passer rating stagionale e in carriera e secondo nella corsa al premio di MVP della NFL nel 2004, la guardia Steve Hutchinson, 4 volte Pro Bowler durante i suoi 6 anni con i Vikings ed inserito nella formazione ideale della NFL degli anni 2000, il cornerback Antoine Winfield, uno dei migliori defensive back della NFL per più di un quinquennio, il linebacker Chad Greenway, miglior Viking nel suo ruolo negli anni a cavallo tra la fine degli anni 2000 e l'inizio degli anni 2010 oltre che 2 volte Pro Bowler ed una volta inserito nella NFL Top 100, il defensive tackle Kevin Williams, 6 volte Pro Bowler e leader della difesa per 3 anni consecutivi prima in NFL in pass rush, il defensive end Jared Allen, detentore del record di franchigia per il numero di sack messi a segno in una stagione (22), il running back Adrian Peterson, capace di stabilire già da rookie il record NFL per yard corse in una singola gara e di divenire nel 2012 il terzo MVP della NFL nella storia della franchigia.

## Record

### Record NFL *

#### Stagione Regolare

##### Presenze
- Maggior numero di partite disputate in carriera: 382, Morten Andersen (1982-2004, 2006-2007)

##### Punti segnati
- Maggior numero di punti messi a segno in carriera: 2.544, Morten Andersen (1982-2004, 2006-2007)
- Maggior numero di partite consecutive a segno in carriera: 360, Morten Andersen (1983-2004, 2006-2007)
- Maggior numero di tentativi di field goal in carriera: 709, Morten Andersen (1982-2004, 2006-2007)
- Maggior numero di field goal in carriera: 565, Morten Andersen (1982-2004, 2006-2007)
- Maggior numero di field goal messi a segno nella stagione da rookie: 35, Blair Walsh (2012, condiviso)
- Percentuale più alta di field goal realizzati in una singola stagione: 100% (35 su 35), Gary Anderson (1998, condiviso)
- Maggior numero di field goal da 50 o più yard messi a segno in una singola stagione: 10, Blair Walsh (2012)
- Maggior numero di field goal da 50 o più yard messi a segno in una singola gara: 3, Blair Walsh (contro St. Louis il 16 dicembre 2012, condiviso)
- Maggior numero di safety in carriera: 4, Jared Allen (2004-2013, condiviso)
- Maggior numero di safety in una singola stagione: 2, Alan Page (1971), Jared Allen (2008) (condiviso)

##### Corsa
- Maggior numero di yard corse in una singola gara: 296, Adrian Peterson (contro San Diego il 4 novembre 2007)

##### Passaggio
- Maggior numero di passaggi tentati in carriera: 10.169, Brett Favre (1991-2010)
- Maggior numero di passaggi completati in carriera: 6.300, Brett Favre (1991-2010)
- Maggior numero di yard passate in carriera: 71.838, Brett Favre (1991-2010)
- Maggior numero di stagioni con 3000 o più yard passate in carriera: 18, Brett Favre (1992-2009)
- Passaggio completo più lungo lanciato in una singola gara: 99 yard, Gus Frerotte (contro Chicago il 30 novembre 2008, condiviso)
- Maggior numero di touchdown passati in carriera: 508, Brett Favre (1991-2010)
- Maggior numero di touchdown passati in una singola gara: 7, Joe Kapp (contro Baltimore il 28 settembre 1969, condiviso)
- Maggior numero di intercetti lanciati in carriera: 336, Brett Favre (1991-2010)
- Maggior numero di sack subiti in carriera: 525, Brett Favre (1991-2010)

##### Ricezione
- Maggior numero di touchdown su ricezione messi a segno nella stagione da rookie: 17, Randy Moss (1998)

##### Ritorno
- Ritorno di kickoff più lungo: 109 yard, Cordarrelle Patterson, (2013)

##### Difesa
- Maggior numero di intercetti messi a segno in carriera: 81, Paul Krause (1964-1979)
- Maggior numero di stagioni alla guida della lega in yard guadagnate su intercetto: 3, Darren Sharper (2002, 2005, 2009)
- Maggior numero di fumble commessi in carriera: 166, Brett Favre (1991-2010)
- Maggior numero di fumble commessi in una singola stagione: 23, Daunte Culpepper (2002, condiviso)
- Maggior numero di fumble propri e avversari recuperati in carriera: 56 (propri), Warren Moon (1984-2000)
- Maggior numero di fumble propri recuperati in carriera: 56, Warren Moon (1984-2000)
- Maggior numero di fumble avversari recuperati in carriera: 29, Jim Marshall (1961-1979)
- Maggior numero di fumble avversari recuperati in una singola stagione: 9, Don Hultz (1963, condiviso)
- Maggior numero di fumble avversari recuperati in una singola gara: 3, Joey Browner  (contro San Francisco l'8 settembre 1985, condiviso)
- Maggior numero di touchdown su fumble recuperati in una stagione: 2, Dwayne Rudd (1998, condiviso)
- Maggior numero di touchdown su fumble avversari recuperati in una stagione: 2, Dwayne Rudd (1998, condiviso)
- Maggior numero di stagioni alla guida della lega in sack: 2, Jared Allen (2007 e 2011, condiviso)

##### Punt
- Maggior numero di punt bloccati subiti in carriera: 14, Harry Newsome (1985-1993, condiviso)

#### Playoff

##### Punti segnati
- Maggior numero di field goal calciati in una singola gara: 5, Chuck Nelson (contro San Francisco nel 1987, condiviso)
- Maggior numero di safety messe a segno in una singola gara: 1, Carl Eller (contro Los Angeles nel 1969), Alan Page (contro Dallas nel 1971) (condiviso)

##### Passaggio
- Maggior numero di partite consecutive con passaggi da touchdown: 20, Brett Favre (1995-2009)
- Maggior numero di intercetti lanciati in carriera: 30, Brett Favre (24 partite)

##### Ricezione
- Maggior numero di touchdown su ricezione messi a segno in una singola partita: 3, Sidney Rice (in Minnesota Vikings vs Dallas Cowboys, 2009) (condiviso)

##### Difesa
- Maggior numero di touchdown su punt return messi a segno in carriera: 1, Anthony Carter (contro New Orleans nel 1987, condiviso)
- Maggior numero di fumble commessi in carriera: 16, Warren Moon (10 partite)
- Maggior numero di fumble propri recuperati in carriera: 8, Warren Moon (10 partite)

#### Super Bowl

##### Punt
- Maggior numero di punt messi a segno in carriera: 17, Mike Eischeid (Super Bowl II, VIII, IX, condiviso)

##### Difesa
- Maggior numero di fumble recuperati in carriera: 2 (propri), Fran Tarkenton (Super Bowl VIII, IX, XI, condiviso)

#### Pro Bowl

##### Presenze
- Maggior numero di Pro Bowl disputati: 12, Randall McDaniel (1990-2001)
- Maggior numero di Pro Bowl disputati da titolare: 12, Randall McDaniel (1990-2001)

##### Touchdown
- Maggior numero di touchdown su corsa in carriera: 4, Adrian Peterson (2007-2013)

##### Ricezioni
- Maggior numero di yard ricevute in una singola edizione: 212, Randy Moss (2000)

##### Difesa
- Maggior numero di intercetti ritornati in touchdown in una singola edizione: 1, Joey Browner (1986, condiviso)
- Maggior numero di touchdown su recupero di fumble messi a segno in una singola edizione: 1, Keith Millard (1990) (condiviso)

Note:
- (*) Le statistiche sono aggiornate alla stagione 2013

### Record di franchigia
| Yard corse |                 |        |
| Posizione  | Giocatore       | Yard   |
| 1          | Adrian Peterson | 10.115 |
| 2          | Robert Smith    | 6.818  |
| 3          | Chuck Foreman   | 5.887  |
| 4          | Bill Brown      | 5.757  |
| 5          | Ted Brown       | 4.546  |
| 6          | Dave Osborn     | 4.320  |
| 7          | Darrin Nelson   | 4.231  |
| 8          | Tommy Mason     | 3.252  |
| 9          | Michael Bennett | 3.174  |
| 10         | Chester Taylor  | 2.797  |

| Yard passate |                    |        |
| Posizione    | Giocatore          | Yard   |
| 1            | Fran Tarkenton     | 33.098 |
| 2            | Tommy Kramer       | 24.775 |
| 3            | Daunte Culpepper   | 20.162 |
| 4            | Wade Wilson        | 12.135 |
| 5            | Brad Johnson       | 11.098 |
| 6            | Warren Moon        | 10.102 |
| 7            | Brett Favre        | 6.711  |
| 8            | Rich Gannon        | 6.457  |
| 9            | Christian Ponder   | 6.436  |
| 10           | Randall Cunningham | 5.680  |

| Yard ricevute |                |        |
| Posizione     | Giocatore      | Yard   |
| 1             | Cris Carter    | 12.383 |
| 2             | Randy Moss     | 9.316  |
| 3             | Anthony Carter | 7.636  |
| 4             | Jake Reed      | 6.433  |
| 5             | Sammy White    | 6.400  |
| 6             | Steve Jordan   | 6.307  |
| 7             | Ahmad Rashād   | 5.489  |
| 8             | Hassan Jones   | 3.733  |
| 9             | Percy Harvin   | 3.302  |
| 10            | John Gilliam   | 3.297  |

| Touchdown messi a segno su corsa |                  |           |
| Posizione                        | Giocatore        | Touchdown |
| 1                                | Adrian Peterson  | 86        |
| 2                                | Chuck Foreman    | 52        |
| 2                                | Bill Brown       | 52        |
| 4                                | Ted Brown        | 40        |
| 5                                | Robert Smith     | 32        |
| 6                                | Daunte Culpepper | 29        |
| 6                                | Dave Osborn      | 29        |
| 8                                | Tommy Mason      | 28        |
| 9                                | Leroy Hoard      | 26        |
| 10                               | Terry Allen      | 23        |

| Touchdown passati |                    |           |
| Posizione         | Giocatore          | Touchdown |
| 1                 | Fran Tarkenton     | 239       |
| 2                 | Tommy Kramer       | 159       |
| 3                 | Daunte Culpepper   | 135       |
| 4                 | Wade Wilson        | 66        |
| 5                 | Brad Johnson       | 65        |
| 6                 | Warren Moon        | 58        |
| 7                 | Randall Cunningham | 48        |
| 8                 | Brett Favre        | 44        |
| 9                 | Rich Gannon        | 40        |
| 10                | Christian Ponder   | 38        |

| Touchdown ricevuti |                   |           |
| Posizione          | Giocatore         | Touchdown |
| 1                  | Cris Carter       | 110       |
| 2                  | Randy Moss        | 92        |
| 3                  | Anthony Carter    | 52        |
| 4                  | Sammy White       | 50        |
| 5                  | Ahmad Rashād      | 34        |
| 6                  | Jake Reed         | 33        |
| 7                  | Steve Jordan      | 28        |
| 8                  | John Gilliam      | 27        |
| 9                  | Hassan Jones      | 24        |
| 9                  | Visanthe Shiancoe | 24        |

| Punti segnati |                 |       |
| Posizione     | Giocatore       | Punti |
| 1             | Fred Cox        | 1.365 |
| 2             | Cris Carter     | 670   |
| 3             | Ryan Longwell   | 633   |
| 4             | Fuad Reveiz     | 598   |
| 5             | Randy Moss      | 564   |
| 6             | Adrian Peterson | 548   |
| 7             | Gary Anderson   | 542   |
| 8             | Bill Brown      | 456   |
| 9             | Chuck Foreman   | 450   |
| 10            | Rick Danmeier   | 364   |

| Intercetti |                  |            |
| Posizione  | Giocatore        | Intercetti |
| 1          | Paul Krause      | 53         |
| 2          | Bobby Bryant     | 51         |
| 3          | Ed Sharockman    | 40         |
| 4          | Joey Browner     | 37         |
| 5          | Nate Wright      | 31         |
| 6          | Carl Lee         | 29         |
| 7          | John Turner      | 22         |
| 7          | Orlando Thomas   | 22         |
| 9          | Audray McMillian | 19         |
| 9          | Karl Kassulke    | 19         |

| Sack      |                |           |
| Posizione | Giocatore      | Sack      |
| 1         | Carl Eller     | 130 (*)   |
| 2         | Jim Marshall   | 127 (*)   |
| 3         | John Randle    | 114       |
| 4         | Alan Page      | 108,5 (*) |
| 5         | Chris Doleman  | 96,5      |
| 6         | Jared Allen    | 85,5      |
| 7         | Doug Martin    | 60,5 (*)  |
| 8         | Kevin Williams | 60        |
| 9         | Henry Thomas   | 56        |
| 10        | Keith Millard  | 53        |

| Tackle    |                |           |
| Posizione | Giocatore      | Tackle    |
| 1         | Scott Studwell | 1.981 (*) |
| 2         | Matt Blair     | 1.452 (*) |
| 3         | Jeff Siemon    | 1.382 (*) |
| 4         | Alan Page      | 1.120 (*) |
| 5         | Joey Browner   | 1.098 (*) |
| 6         | Jim Marshall   | 988 (*)   |
| 7         | Chad Greenway  | 899       |
| 8         | Ed McDaniel    | 798 (*)   |
| 9         | Carl Lee       | 771 (*)   |
| 10        | Chris Doleman  | 749 (*)   |

| Field Goal (minimo 100 realizzati) |               |      |
| Posizione                          | Giocatore     | %    |
| 1                                  | Ryan Longwell | 86   |
| 2                                  | Gary Anderson | 84,5 |
| 3                                  | Fuad Reveiz   | 77,8 |
| 4                                  | Rick Danmeier | 66,0 |
| 5                                  | Fred Cox      | 62,0 |

| Punt (minimo 200 realizzati) |               |      |
| Posizione                    | Giocatore     | %    |
| 1                            | Chris Kluwe   | 44,4 |
| 2                            | Harry Newsome | 43,8 |
| 3                            | Mitch Berger  | 43,5 |
| 4                            | Bobby Walden  | 42,9 |
| 5                            | Greg Coleman  | 40,8 |
| 6                            | Neil Clabo    | 39,9 |
| 7                            | Mike Eischeid | 39,4 |

| Yard ritornate |                   |       |
| Posizione      | Giocatore         | Yard  |
| 1              | Darrin Nelson(**) | 3.623 |
| 2              | David Palmer(**)  | 3.274 |
| 3              | Qadry Ismail(**)  | 3.273 |
| 4              | Percy Harvin(**)  | 3.183 |
| 5              | Eddie Payton(**)  | 2.353 |
| 6              | Clint Jones(**)   | 2.209 |
| 7              | Charlie West(**)  | 1.991 |
| 8              | Bill Butler(**)   | 1.898 |
| 9              | Leo Lewis(***)    | 1.812 |
| 10             | David Palmer(***) | 1.610 |

| Touchdown ritornati |                           |      |
| Posizione           | Giocatore                 | Yard |
| 1                   | Percy Harvin(**)          | 5    |
| 2                   | Cordarrelle Patterson(**) | 2    |
| 2                   | David Palmer(***)         | 2    |
| 2                   | Marcus Sherels(***)       | 2    |
| 2                   | Mewelde Moore(***)        | 2    |
| 6                   | 19 giocatori              | 1    |

| Presenze  |                  |      |
| Posizione | Giocatore        | Yard |
| 1         | Jim Marshall     | 270  |
| 2         | Mick Tingelhoff  | 240  |
| 3         | Fred Cox         | 210  |
| 4         | Carl Eller       | 209  |
| 5         | Scott Studwell   | 201  |
| 6         | Ron Yary         | 199  |
| 7         | Grady Alderman   | 193  |
| 8         | Roy Winston      | 191  |
| 9         | Randall McDaniel | 190  |
| 10        | Cris Carter      | 188  |
| 10        | Tim Irwin        | 188  |

Note:
- In grassetto sono indicati giocatori ancora in attività con i Vikings al termine della stagione 2013.
- (*) Statistiche annoverate dai soli Vikings (la NFL cominciò a stilare statistiche relative ai sack solo a partire dalla stagione 1982, relative ai tackle solo a partire dalla stagione 2001).
- (**) Su ritorno di kickoff.
- (***) Su ritorno di punt.
- Nel computo totale dei tackle sono compresi anche quelli messi a segno negli special team.

#### Touchdown
- Maggior numero di touchdown in una singola stagione: 41, Daunte Culpepper (2004)
- Maggior numero di touchdown in una singola stagione (non QB): 22, Chuck Foreman (1975)
- Maggior numero di touchdown su corsa in una singola stagione: 18, Adrian Peterson (2009)
- Maggior numero di touchdown su corsa nella stagione da rookie: 12, Adrian Peterson (2007)
- Maggior numero di touchdown in una singola partita: 3, 15 volte

- Tommy Mason
- Clinton Jones
- Chuck Foreman x2

- D. J. Dozier
- Herschel Walker
- Daunte Culpepper

- Onterrio Smith
- Artose Pinner
- Adrian Peterson x4

- Chester Taylor
- Matt Asiata

- Maggior numero di partite consecutive con touchdown su corsa: 7, Moe Williams (2002)
- Maggior numero di touchdown passati in una singola stagione: 39, Daunte Culpepper (2004)
- Maggior numero di touchdown passati nella stagione da rookie: 18, Fran Tarkenton (1961)
- Maggior numero di touchdown passati in una singola partita: 7, Joe Kapp (contro Baltimore il 28 settembre 1969)
- Maggior numero di partite consecutive con touchdown passati: 24, Daunte Culpepper (2000-2001)
- Maggior numero di touchdown ricevuti in una singola stagione: 17
  - Cris Carter (1995)
  - Randy Moss (x2: 1998, 2003)
- Maggior numero di touchdown ricevuti nella stagione da rookie: 17, Randy Moss (1998)
- Maggior numero di touchdown ricevuti in una singola partita: 4, Ahmad Rashād (contro San Francisco il 2 settembre 1979)
- Maggior numero di partite consecutive con touchdown ricevuti: 10, Randy Moss (2003-2004)

#### Corsa
- Maggior numero di tentativi di corsa in carriera: 2.033, Adrian Peterson (2007–presente)
- Maggior numero di tentativi di corsa in una singola stagione: 363, Adrian Peterson (2008)
- Maggior numero di tentativi di corsa nella stagione da rookie: 238, Adrian Peterson (2007)
- Maggior numero di tentativi di corsa in una singola partita: 35, Adrian Peterson (contro Chicago il 1º dicembre 2013)
- Maggior numero di tentativi consecutivi di corsa senza fumble:  478, Robert Smith (1996–1998)
- Maggior numero di yard corse in una singola stagione: 2.097, Adrian Peterson (2012)
- Maggior numero di yard corse nella stagione da rookie: 1.341, Adrian Peterson (2007)
- Maggior numero di yard corse in una singola partita: 296, Adrian Peterson (4 novembre 2007)
- Corsa più lunga: 95 yard, Chester Taylor (22 ottobre 2006)
- Maggior numero di stagioni da 1000 o più yard corse: 6, Adrian Peterson (2007, 2008, 2009, 2010, 2012, 2013)
- Maggior numero di stagioni consecutive da 1000 o più yard corse: 4
  - Robert Smith (1997-2000)
  - Adrian Peterson (2007-2010)
- Maggior numero di partite da 100 o più yard corse: 39, Adrian Peterson (2007–presente)
- Maggior numero di partite consecutive da 100 o più yard corse: 8, Adrian Peterson (21 ottobre 2012–16 dicembre 2012)
- Maggior numero di partite da 100 o più yard corse in una stagione: 10, Adrian Peterson (x2: 2008, 2012)

#### Passaggio
- Maggior numero di tentativi di passaggio in carriera:  4.569, Fran Tarkenton (1961–1966, 1972-1978)
- Maggior numero di tentativi di passaggio in una singola stagione: 606, Warren Moon (1995)
- Maggior numero di tentativi di passaggio nella stagione da rookie: 291, Christian Ponder (2011)
- Maggior numero di tentativi di passaggio in una singola partita: 63, Rich Gannon (20 ottobre 1991)
- Maggior numero di passaggi completi in carriera: 2.635, Fran Tarkenton (1961–1966, 1972-1978)
- Maggior numero di passaggi completi in una singola stagione: 379, Daunte Culpepper (2004)
- Maggior numero di passaggi completi nella stagione da rookie: 158, Christian Ponder (2011)
- Maggior numero di passaggi completi in una singola partita: 38, Tommy Kramer (x2: contro Cleveland il 14 dicembre 1980, contro Packers il 29 novembre 1981)
- Maggior numero di passaggi completi consecutivi: 16, Tommy Kramer (contro Packers l'11 novembre 1979)
- Maggior numero di yard passate in una singola stagione: 4.717, Daunte Culpepper (2004)
- Maggior numero di yard passate nella stagione da rookie: 1.997, Fran Tarkenton (1961)
- Maggior numero di yard passate in una singola partita: 490, Tommy Kramer (contro Washington il 2 novembre 1986, OT)
- Passaggio completo più lungo: 99 yard, Gus Frerotte (per Bernard Berrian) (contro Chicago il 30 novembre 2008)
- Maggior numero di stagioni con 3.000 o più yard passate: 5, Tommy Kramer (1979, 1980, 1981, 1985, 1986)
- Maggior numero di partite con 300 o più yard passate: 19
  - Tommy Kramer
  - Daunte Culpepper
- Maggior numero di partite consecutive con 300 o più yard passate: 4, Daunte Culpepper (20 settembre 2004–17 ottobre 2004)
- Maggior numero di tentativi di passaggio consecutivi senza subire intercetti:  193, Warren Moon (1995)

#### Ricezione
- Maggior numero di ricezioni in carriera: 1.004, Cris Carter (1990-2001)
- Maggior numero di ricezioni in una singola stagione: 122, Cris Carter (x2: 1994, 1995)
- Maggior numero di ricezioni nella stagione da rookie: 69, Randy Moss (1998)
- Maggior numero di ricezioni in una singola partita: 15, Rickey Young (contro New England il 16 dicembre 1979)
- Maggior numero di partite consecutive con ricezioni: 111, Cris Carter (1991-1998)
- Maggior numero di stagioni con 50 o più ricezioni: 11, Cris Carter (1991-2000)
- Maggior numero di yard ricevute in una singola stagione: 1.632, Randy Moss (2003)
- Maggior numero di yard ricevute nella stagione da rookie: 1.313, Randy Moss (1998)
- Maggior numero di yard ricevute in una singola partita: 210, Sammy White (contro Detroit il 7 novembre 1976)
- Ricezione più lunga: 99 yard, Bernard Berrian (da Gus Frerotte) (contro Chicago il 30 novembre 2008)
- Maggior numero di stagioni da 1.000 o più yard ricevute: 8, Cris Carter (1993-2000)
- Maggior numero di partite da 100 o più yard ricevute: 41, Randy Moss (1998-2004)
- Maggior numero di partite consecutive da 100 o più yard ricevute: 4
  - Jake Reed (1997)
  - Cris Carter (1999)
  - Randy Moss (x2: 2000, 2003)

#### Difesa
- Maggior numero di tackle in una singola stagione: 230, Scott Studwell (1981)
- Maggior numero di tackle in una singola partita: 24, Scott Studwell (17 novembre 1985)
- Maggior numero di sack in una singola stagione: 22, Jared Allen (2011)
- Maggior numero di sack in una singola partita: 5, Randy Holloway (contro Atlanta, 16 settembre 1984)
- Maggior numero di fumble avversari recuperati in carriera: 29, Jim Marshall (1961-1979)
- Maggior numero di fumble avversari recuperati in una singola stagione: 9, Don Hultz (1963)
- Maggior numero di fumble avversari recuperati in una singola gara: 3, Joey Browner  (contro San Francisco l'8 settembre 1985)
- Fumble recuperato più lungo: 94 yard, Dwayne Rudd (contro Chicago il 6 dicembre 1998)
- Maggior numero di intercetti in una singola stagione: 10, Paul Krause (1975)
- Maggior numero di intercetti nella stagione da rookie: 9, Orlando Thomas (1995)
- Maggior numero di partite consecutive con intercetti: 6
  - Paul Krause (1968)
  - Brian Russell (2003)
- Intercetto ritornato più lungo: 97 yard, Reggie Rutland (contro Los Angeles il 15 dicembre 1991)

## Giocatori premiati
Sono qui riportati i nominativi dei giocatori destinatari di premi loro assegnati durante la loro militanza nei Vikings:

### Premi NFL
| Premi NFL *                                 |                                          |                                              |                                                  |
| MVP della NFL **                            | MVP del Pro Bowl ***                     | Giocatore Offensivo dell'Anno della NFL **** | Difensore dell'Anno della NFL *****              |
| Alan Page "DT" (1971)                       | Fran Tarkenton "QB" (1964)               | Fran Tarkenton "QB" (1975)                   | Alan Page "DT" (1971)                            |
| Fran Tarkenton "QB" (1975)                  | Ahmad Rashād "WR" (1978)                 | Adrian Peterson "RB" (2012)                  | Keith Millard "DT" (1989)                        |
| Adrian Peterson "RB" (2012)                 | Randy Moss "WR" (1999)                   |                                              |                                                  |
|                                             | Adrian Peterson "RB" (2007)              |                                              |                                                  |
|                                             | Kyle Rudolph "TE" (2012)                 |                                              |                                                  |
| Rookie Offensivo dell'Anno della NFL ****** | Pepsi Rookie dell'Anno della NFL ******* | FedEx Ground Player dell'Anno********        | Walter Payton Uomo dell'Anno della NFL ********* |
| Chuck Foreman "RB" (1973)                   | Adrian Peterson "RB" (2007)              | Adrian Peterson "RB" (2008)                  | Cris Carter "WR" (1999)                          |
| Sammy White "WR" (1976)                     | Percy Harvin "WR" (2009)                 | Adrian Peterson "RB" (2012)                  | Madieu Williams "S" (2010)                       |
| Randy Moss "WR" (1998)                      | Teddy Bridgewater "QB" (2014)            | Adrian Peterson "RB" (2015)                  |                                                  |
| Adrian Peterson "RB" (2007)                 |                                          |                                              |                                                  |
| Percy Harvin "WR" (2009)                    |                                          |                                              |                                                  |

- (*) Si considerano i premi ufficiali assegnati dalla NFL durante l'NFL Honors Awards Show ed il premio assegnato al miglior giocatore del Pro Bowl.
- (**) Trofeo istituito dalla Associated Press nel 1957 ed assegnato al miglior giocatore della stagione.
- (***) Trofeo istituito dalla NFL nel 1950 ed assegnato al miglior giocatore del Pro Bowl.
- (****) Trofeo istituito dalla Associated Press nel 1972 ed assegnato al miglior giocatore offensivo della stagione.
- (*****) Trofeo istituito dalla Associated Press nel 1971 ed assegnato al miglior difensore della stagione.
- (******) Trofeo istituito dalla Associated Press nel 1967 ed assegnato al miglior giocatore offensivo al debutto in NFL.
- (*******) Trofeo istituito dalla NFL nel 2002 ed assegnato dai tifosi, tramite voto online su NFL.com, al miglior giocatore al debutto in NFL.
- (********) Trofeo istituito dalla NFL nel 2003 e sponsorizzato dalla FedEx ed assegnato dai tifosi che scelgono, tramite voto online su NFL.com, tra 3 running back finalisti del FedEx Ground Player della settimana, il miglior running back dell'anno.
- (*********) Trofeo istituito dalla NFL nel 1970 (a partire dal 1999 fu dedicato alla memoria del compianto Walter Payton) ed assegnato ad uno tra i 32 finalisti (ogni squadra della lega ne nomina uno a propria discrezione) maggiormente distintosi per volontariato e beneficenza oltre che per la sua eccellenza in campo.

### Altri
- PFW/PFWA MVP della NFL *

 Fran Tarkenton - 1975
 Adrian Peterson - 2012
- NEA MVP della NFL **

 Fran Tarkenton - 1975
 Randall Cunningham - 1998
- SN MVP della NFL ***

 Chuck Foreman - 1974 (NFC)
 Fran Tarkenton - 1975 (NFC)
 Randall Cunningham - 1998
- Bert Bell Award ****

 Fran Tarkenton - 1975
 Randall Cunningham - 1998
 Adrian Peterson - 2008
 Adrian Peterson - 2012
- Miller Lite Giocatore dell'Anno della NFL ******

 Randall Cunningham - 1998
- ESPY Awards Miglior Giocatore della NFL *******

 Adrian Peterson - 2012
- ESPY Awards Best Breakthrough Athlete *******

 Adrian Peterson - 2008
- NEA Difensore dell'Anno della NFL ********

 Carl Eller - 1971
 Alan Page - 1973
- PFW Difensore dell'Anno della NFL ********

 Alan Page - 1971
 Alan Page - 1973
- PFW Lineman dell'Anno della NFL ********

 Alan Page - 1973
- UPI Giocatore dell'Anno della NFC *********

 Alan Page - 1971
 Fran Tarkenton - 1975
 Chuck Foreman - 1976
 Keith Millard - 1989
 Chris Doleman - 1992
- Premi Kansas City Committee of 101**********

Giocatore offensivo dell'anno della NFC
 Chuck Foreman - 1974
 Fran Tarkenton - 1975
 Randall Cunningham - 1998
 Adrian Peterson - 2012
Difensore dell'anno della NFC
 Carl Eller - 1969
 Alan Page - 1970
 Alan Page - 1971
 Alan Page - 1974
 Keith Millard - 1989
 Jared Allen - 2011
- PFW/PFWA Comeback Player dell'Anno ***********

 Tommy Kramer - 1986
 Adrian Peterson - 2012
- SN NFL Comeback Player dell'Anno ************

 Adrian Peterson - 2012
- Premi Football Digest *************

Defensive Back dell'Anno della NFL
 Joey Browner - 1988
Defensive Linemen dell'Anno della NFL
 Alan Page - 1971
Offensive Linemen dell'Anno della NFL
 Ron Yary - 1973
Ricevitore dell'Anno della NFL
 Anthony Carter - 1988
Quarterback dell'Anno della NFL
 Fran Tarkenton - 1975
- PFWA Rookie Offensivo dell'Anno della NFL **************

 Chuck Foreman - 1973
 Sammy White - 1976
 Randy Moss - 1998
 Adrian Peterson - 2007
 Percy Harvin - 2009
- UPI Rookie dell'Anno della NFC/NFL ***************

 Paul Flatley - 1963
 Sammy White - 1976 (NFC)
- NEA Rookie dell'Anno della NFC/NFL ****************

 Chuck Foreman - 1973
 Sammy White - 1976
- NFLPA Byron "Whizzer" White Uomo dell'Anno della NFL *****************

 Cris Carter - 1998
 Chad Greenway - 2015
- Bart Starr Award *****

 Cris Carter - 1995
- Ed Block Courage Award ******************

 Steve Riley - 1984
 Keith Nord - 1985
 Walker Lee Ashley - 1986
 Scott Studwell - 1987
 Leo Lewis - 1988
 Jim Gustafson - 1989
 Gary Zimmerman - 1990
 Terry Allen - 1991
 Darrin Nelson - 1992
 Henry Thomas - 1993
 Cris Carter - 1994
 John Randle - 1995
 Scottie Graham - 1996
 Robert Smith - 1997
 Randall Cunningham - 1998
 Robert Griffith - 1999
 Gary Anderson - 2000
 Daunte Culpepper - 2001
 Lewis Kelly - 2002
 Eric Kelly - 2003
 Corey Chavous - 2004
 Koren Robinson - 2005
 Matt Birk - 2006
 Chad Greenway - 2007
 Kenechi Udeze - 2008
 E.J. Henderson - 2009
 Cedric Griffin - 2010
 Anthony Herrera - 2011
 Adrian Peterson - 2012
 Kevin Williams - 2013
 Greg Jennings - 2014
 Phil Loadholt - 2015
 Teddy Bridgewater - 2016
 Kyle Rudolph - 2017
- (*) Trofeo istituito dalla Pro Football Writers Association nel 1975 ed assegnato al miglior giocatore della stagione.
- (**) Trofeo istituito dalla Newspaper Enterprise Association dal 1975 al 1996 e dalla Jim Thorpe Association dal 1997 al 2007 ed assegnato al miglior giocatore della stagione.
- (***) Trofeo istituito da Sporting News nel 1975 ed assegnato al miglior giocatore della stagione (dal 1970 al 1979 il premio è stato scelto il miglior giocatore della AFC e della NFC).
- (****) Trofeo istituito dal Maxwell Club nel 1959 ed assegnato al miglior giocatore della stagione.
- (*****) Trofeo sponsorizzato dalla Miller Brewing Company dal 1989 al 2006 ed assegnato al miglior giocatore della stagione.
- (******) Trofeo istituito dalla ESPN nel 1993 ed assegnato dai tifosi che scelgono, tramite voto online su ESPN.com, tra una rosa di candidati scelti da una commissione apposita, il miglior giocatore della stagione.
- (*******) Trofeo istituito dalla Newspaper Enterprise Association dal 1966 al 1996 ed assegnato al miglior difensore della stagione.
- (********) Trofeo istituito dalla United Press International dal 1970 al 1996 ed assegnato al miglior giocatore nella NFC della stagione.
- (*********) Trofeo istituito dal Kansas City Committee of 101 nel 1969 ed assegnato al miglior giocatore offensivo ed al miglior difensore nella NFC della stagione.
- (**********) Trofeo istituito dal Pro Football Weekly dal 1972 al 1991 e dal Pro Football Weekly e dalla Pro Football Writers Association congiunte a partire dal 1992 ed assegnato al miglior giocatore della stagione distintosi nello sforzo profuso per tornare ad alti livelli dopo un grave infortunio od una precedente stagione deludente.
- (***********) Trofeo istituito da Sporting News nel 2008 ed assegnato al miglior giocatore della stagione distintosi nello sforzo profuso per tornare ad alti livelli dopo un grave infortunio od una precedente stagione deludente.
- (************) Trofeo istituito dalla Pro Football Writers Association nel 1969 (con l'eccezione del 1985, anno in cui il premio non fu assegnato) ed assegnato al miglior giocatore offensivo al debutto in NFL.
- (*************) Trofeo istituito dalla United Press International nel 1955 ed assegnato al miglior giocatore al debutto in NFL (a partire dal 1970 assegnato al miglior giocatore di AFC ed NFC).
- (**************) Trofeo istituito dalla Newspaper Enterprise Association dal 1964 al 1996 (con l'eccezione del 1974, anno in cui il premio non fu assegnato) ed assegnato al miglior giocatore al debutto in NFL.
- (***************) Trofeo istituito dalla National Football League Players Association nel 1966 ed assegnato al giocatore che più di altri è stato capace di distinguersi nel servire la propria squadra, la propria comunità ed il proprio Paese nello spirito di Byron "Whizzer" White, giudice della Suprema Corte di giustizia ed ex-giocatore di football americano.
- (****************) Trofeo istituito dalla Ed Block Courage Award Foundation nel 1984 ed assegnato dai giocatori delle 32 squadre della NFL che scelgono, esprimendo un voto, il loro compagno di squadra che più esemplifica il significato di impegno attraverso i principi di sportività e coraggio.

## Riconoscimenti

### Convocazioni al Pro Bowl
| Pro Bowler | |
| Anno       | Giocatore |
| 1961       | Hugh McElhenny HB, Jerry Reichow TE |
| 1962       | Tommy Mason HB |
| 1963       | Tommy Mason HB, Grady Alderman OT, Rip Hawkins LB |
| 1964       | Tommy Mason HB, Grady Alderman OT, Mick Tingelhoff C, Fran Tarkenton QB, Bill Brown RB                                                                                                   |
| 1965       | Grady Alderman OT, Bill Brown FB, Mick Tingelhoff C, Fran Tarkenton QB |
| 1966       | Paul Flatley TE, Grady Alderman OT, Milt Sunde G, Mick Tingelhoff C |
| 1967       | Mick Tingelhoff C, Grady Alderman OT, Bill Brown FB |
| 1968       | Mick Tingelhoff C, Bill Brown FB, Carl Eller DE, Jim Marshall DE, Alan Page DT |
| 1969       | Carl Eller DE, Joe Kapp QB, Paul Krause S, Gary Larsen DT, Jim Marshall DE, Alan Page DT, Gene Washington WR, Mick Tingelhoff C                                                          |
| 1970       | Fred Cox K, Carl Eller DE, Karl Kassulke S, Gary Larsen DT, Dave Osborn HB, Alan Page DT, Gene Washington WR                                                                             |
| 1971       | Carl Eller DE, Alan Page DT, Paul Krause S, Ron Yary OT, Bob Grim WR |
| 1972       | John Gilliam WR, Paul Krause S, Alan Page DT, Ron Yary OT |
| 1973       | Chuck Foreman RB, John Gilliam WR, Paul Krause S, Alan Page DT, Jeff Siemon LB, Ron Yary OT, Carl Eller DE                                                                               |
| 1974       | Carl Eller DE, Chuck Foreman RB, John Gilliam WR, Paul Krause S, Alan Page DT, Fran Tarkenton QB, Ron Yary OT                                                                            |
| 1975       | Bobby Bryant CB, Chuck Foreman RB, John Gilliam WR, Paul Krause S, Alan Page DT, Jeff Siemon LB, Fran Tarkenton QB, Ed White G, Ron Yary OT                                              |
| 1976       | Jeff Siemon LB, Ed White G, Ron Yary OT, Sammy White WR, Chuck Foreman RB, Fran Tarkenton QB, Alan Page DT                                                                               |
| 1977       | Matt Blair LB, Chuck Foreman RB, Jeff Siemon LB, Ed White G, Sammy White WR, Ron Yary OT                                                                                                 |
| 1978       | Matt Blair LB, Ahmad Rashād WR |
| 1979       | Matt Blair LB, Ahmad Rashād WR |
| 1980       | Matt Blair LB, Ahmad Rashād WR |
| 1981       | Matt Blair LB, Ahmad Rashād WR, Joe Senser TE |
| 1982       | Matt Blair LB |
| 1984       | Jan Stenerud K |
| 1985       | Joey Browner ST |
| 1986       | Tommy Kramer QB, Joey Browner S, Steve Jordan TE |
| 1987       | Joey Browner S, Chris Doleman DE, Scott Studwell LB, Anthony Carter WR, Steve Jordan TE, Gary Zimmerman OT                                                                               |
| 1988       | Joey Browner S, Chris Doleman DE, Carl Lee CB, Keith Millard DT, Scott Studwell LB, Anthony Carter WR, Steve Jordan TE, Wade Wilson QB, Gary Zimmerman OT                                |
| 1989       | Joey Browner S, Chris Doleman DE, Carl Lee CB, Keith Millard DT, Steve Jordan TE, Randall McDaniel G, Gary Zimmerman OT                                                                  |
| 1990       | Joey Browner S, Chris Doleman DE, Carl Lee CB, Steve Jordan TE, Randall McDaniel G, |
| 1991       | Steve Jordan TE, Randall McDaniel G, Henry Thomas NT |
| 1992       | Chris Doleman DE, Randall McDaniel G, Audray McMillian CB, Todd Scott S, Henry Thomas DT, Gary Zimmerman OT                                                                              |
| 1993       | Cris Carter WR, Chris Doleman DE, Randall McDaniel G, John Randle DT |
| 1994       | Cris Carter WR, Jack Del Rio LB, Randall McDaniel G, Warren Moon QB, John Randle DT Fuad Reveiz K                                                                                        |
| 1995       | Cris Carter WR, Randall McDaniel G, Warren Moon QB, John Randle DT |
| 1996       | Cris Carter WR, Randall McDaniel G, John Randle DT |
| 1997       | Cris Carter WR, Randall McDaniel G, John Randle DT, Todd Steussie OT |
| 1998       | Gary Anderson K, Cris Carter WR, Jeff Christy C, Randall Cunningham QB, Ed McDaniel LB, Randall McDaniel G, Randy Moss WR, John Randle DT, Robert Smith RB, Todd Steussie OT             |
| 1999       | Mitch Berger P, Cris Carter WR, Jeff Christy C, Randall McDaniel G, Randy Moss WR |
| 2000       | Matt Birk C, Cris Carter WR, Daunte Culpepper QB, Robert Griffith S, Randy Moss WR, Robert Smith RB, Korey Stringer OT                                                                   |
| 2001       | Matt Birk C, Byron Chamberlain TE |
| 2002       | Michael Bennett RB, Randy Moss WR |
| 2003       | Matt Birk C, Corey Chavous S, Daunte Culpepper QB, Randy Moss WR |
| 2004       | Matt Birk C, Daunte Culpepper QB, Kevin Williams DT |
| 2005       | Koren Robinson KR, Darren Sharper S |
| 2006       | Matt Birk C, Steve Hutchinson G, Kevin Williams DT, Pat Williams DT |
| 2007       | Matt Birk C, Steve Hutchinson G, Adrian Peterson RB, Tony Richardson FB, Darren Sharper S, Kevin Williams DT, Pat Williams DT                                                            |
| 2008       | Jared Allen DE, Steve Hutchinson G, Adrian Peterson RB, Kevin Williams DT, Pat Williams DT, Antoine Winfield CB                                                                          |
| 2009       | Jared Allen DE, Heath Farwell LB, Brett Favre QB, Percy Harvin WR/KR, Steve Hutchinson G, Bryant McKinnie OT, Adrian Peterson RB, Sidney Rice WR, Kevin Williams DT, Antoine Winfield CB |
| 2010       | E.J. Henderson LB, Adrian Peterson RB, Kevin Williams DT, Antoine Winfield CB |
| 2011       | Jared Allen DE, Chad Greenway LB |
| 2012       | Jared Allen DE, Chad Greenway LB, Matt Kalil OT, Adrian Peterson RB, Kyle Rudolph TE, Blair Walsh K                                                                                      |
| 2013       | Cordarrelle Patterson KR, Adrian Peterson RB |
| 2015       | Anthony Barr LB, Teddy Bridgewater QB, Everson Griffen DE, Adrian Peterson RB, Harrison Smith S                                                                                          |
| 2016       | Anthony Barr LB, Everson Griffen DE, Linval Joseph DT, Cordarrelle Patterson KR, Xavier Rhodes CB, Harrison Smith S                                                                      |
| 2017       | Anthony Barr LB, Everson Griffen DE, Linval Joseph DT, Xavier Rhodes CB, Kyle Rudolph TE, Harrison Smith S, Adam Thielen WR                                                              |

Note:
- In grassetto sono indicati i giocatori convocati come titolari, in normale i giocatori che hanno preso parte all'incontro, in corsivo i giocatori che pur convocati non sono scesi in campo.

### Inserimenti in liste stagionali ed annuali
| All-Pro * | |
| Anno      | Giocatore |
| 1963      | Tommy Mason "HB" (AP, UPI, NEA) |
| 1964      | Mick Tingelhoff "C" (AP, UPI, SN, NEA), Bill Brown "FB" (AP), Tommy Mason "HB" (UPI, NEA) |
| 1965      | Mick Tingelhoff "C" (AP, NEA, NYDN, UPI) , Bill Brown "HB" (NYDN), Grady Alderman "OT" (AP) |
| 1966      | Mick Tingelhoff "C" (AP, NEA, PFW, NYDN, UPI) |
| 1967      | Mick Tingelhoff "C" (AP, NEA, NYDN, UPI), Dave Osborn "RB" (NEA), Carl Eller "DE" (NEA, UPI) |
| 1968      | Bill Brown "HB" (SN, AP, NEA, NYDN, PFWA, UPI), Mick Tingelhoff "C" (AP, NEA, NEA, NYDN, PFW-NFL, PFWA, SN, UPI), Carl Eller "DE" (AP, NEA, NEA, NYDN, PFW-NFL, PFWA, SN, UPI), Jim Marshall "DE" (NYDN), Alan Page "DT" (UPI), Paul Krause "S" (AP) |
| 1969      | Gene Washington "WR" (NYDN, PFW-NFL, SN, AP, UPI), Grady Alderman "S" (SN, AP, NEA-NFL, PFWA, UPI), Mick Tingelhoff "C" (AP, HoF, NEA, NEA-NFL, NYDN, PFW, PFW-NFL, PFWA, SN, UPI), Carl Eller "DE" (AP, HoF, NEA, NEA-NFL, NYDN, PFW, PFW-NFL, PFWA, SN, UPI), Jim Marshall "DE" (AP, NEA, NEA-NFL, SN, UPI), Alan Page "DT" (SN, UPI, AP, HoF, NEA, NEA-NFL, NYDN, PFWA), Bobby Bryant "CB" (NYDN, AP, NEA, NEA-NFL, UPI) Karl Kassulke "S" (UPI), Paul Krause "S" (AP), Fred Cox "K" (PFW-NFL, SN) |
| 1970      | Ron Yary "OT" (PFWA), Mick Tingelhoff "C" (PFWA, PFW, NEA), Carl Eller "DE" (AP, NEA, PFWA, PFW), Alan Page "DT" (AP, NEA, PFWA, PFW) |
| 1971      | Ron Yary "OT" (AP, NEA, PFWA, PFW), Carl Eller "DE" (AP, NEA, PFWA, PFW), Alan Page "DT" (AP, NEA, PFWA, PFW), Paul Krause "S" (NEA) |
| 1972      | Ron Yary "OT" (AP, NEA, PFWA), Carl Eller "DE" (AP, PFW, PFWA), Alan Page "DT" (AP, NEA, PFW), Paul Krause "S" (AP) |
| 1973      | Fran Tarkenton "QB" (NEA, AP, PFWA), John Gilliam "WR" (NEA, AP, PFWA), Ron Yary "OT" (AP, PFWA, PFW, NEA), Carl Eller "DE" (AP, NEA, PFWA, PFW), Alan Page "DT" (AP, NEA, PFWA, PFW), Paul Krause "S" (AP) |
| 1974      | Chuck Foreman "RB" (AP, NEA, PFWA), Ron Yary "OT" (AP, NEA, PFWA, PFW), Ed White "OG" (NEA), Alan Page "DT" (AP, NEA, PFWA, PFW) |
| 1975      | Fran Tarkenton "QB" (AP, NEA, PFWA, PFW), Chuck Foreman "RB" (AP, NEA, PFWA, PFW), Ron Yary "OT" (AP, NEA, PFWA, PFW), Ed White "OG" (NEA), Alan Page "DT" (AP, PFWA, PFW, NEA), Bobby Bryant "CB" (PFWA), Paul Krause "S" (AP, PFWA, PFW, NEA), Neil Clabo "P" (PFWA) |
| 1976      | Chuck Foreman "RB" (NEA, AP, PFWA), Ron Yary "OT" (AP, NEA, PFWA), Ed White "OG" (PFWA), Alan Page "DT" (AP, NEA, PFWA) |
| 1977      | Chuck Foreman "RB" (NEA), Ron Yary "OT" (AP, NEA) |
| 1979      | Ahmad Rashād "WR" (NEA) |
| 1980      | Matt Blair "LB" (AP, NEA) |
| 1981      | Joe Senser "TE" (NEA), Matt Blair "LB" (NEA) |
| 1982      | Doug Martin "DE" (PFW) |
| 1984      | Jan Stenerud "K" (NEA, AP) |
| 1986      | Tommy Kramer "QB" (AP), Gary Zimmerman "OT" (NEA), Keith Millard "DT" (NEA) |
| 1987      | Gary Zimmerman "OT" (AP, PFWA, PFW, SN, NEA), Chris Doleman "DE" (NEA, AP), Keith Millard "DT" (AP), "S" Joey Browner (AP, NEA, PFWA, PFW, SN) |
| 1988      | Gary Zimmerman "OT" (AP, PFWA, NEA), Keith Millard "DT" (AP, PFWA, SN, NEA), Scott Studwell "LB" (NEA), Carl Lee "CB" (AP, PFWA, PFW, SN, NEA), Joey Browner "S" (AP, NEA, PFWA, PFW, SN) |
| 1989      | Steve Jordan "TE" (NEA), Gary Zimmerman "OT" (PFWA), Chris Doleman "DE" (AP, NEA, PFWA, PFW, SN), Keith Millard "DT" (AP, NEA, PFWA, PFW, SN), Joey Browner "S" (NEA, AP) |
| 1990      | Randall McDaniel "OG" (AP, NEA), Chris Doleman "DE" (NEA), Joey Browner "S" (AP, NEA, PFWA, PFW, SN) |
| 1991      | Randall McDaniel "OG" (NEA, SN, AP) |
| 1992      | Gary Zimmerman "OT" (AP, PFWA, NEA), Randall McDaniel "OG" (AP, NEA, PFWA, SN), Kirk Lowdermilk "C" (NEA), Chris Doleman "DE" (AP, NEA, PFWA, SN), Audray McMillian "CB" (AP, PFWA), Carl Lee "CB" (NEA) |
| 1993      | Randall McDaniel "OG" (AP, PFWA, SN), Chris Doleman "DE" (AP), John Randle "DT" (AP, PFWA), Henry Thomas "DT" (AP) |
| 1994      | Cris Carter "WR" (AP, PFWA, SN), Randall McDaniel "OG" (AP, PFWA, SN), John Randle "DT" (AP, PFWA, SN), Fuad Reveiz "K" (PFWA, AP) |
| 1995      | Cris Carter "WR" (AP), Randall McDaniel "OG" (AP, PFWA), John Randle "DT" (AP, PFWA, SN) |
| 1996      | Randall McDaniel "OG" (AP, PFWA, SN), John Randle "DT" (AP, PFWA, SN) |
| 1997      | Todd Steussie "TE" (AP), Randall McDaniel "OG" (SN, AP), John Randle "DT" (AP, PFWA, SN) |
| 1998      | Randall Cunningham "QB" (AP, PFWA), Randy Moss "WR" (AP, PFWA, SN), Todd Steussie "TE" (AP), Randall McDaniel "OG" (AP, PFWA, SN), Jeff Christy "C" (AP), John Randle "DT" (AP, PFWA, SN), Dwayne Rudd "LB" (AP), Robert Griffith "S" (SN, AP), Gary Anderson "K" (AP, PFWA, SN) |
| 1999      | Cris Carter "WR" (AP, PFWA), Jeff Christy "C" (PFWA), Robert Griffith "S" (AP), Mitch Berger "P" (PFWA, SN, AP) |
| 2000      | Daunte Culpepper "QB" (PFWA), Randy Moss "WR" (AP, PFWA, SN) |
| 2002      | Randy Moss "WR" (PFWA), Chris Hovan "DT" (AP) |
| 2003      | Randy Moss "WR" (AP, PFWA), Matt Birk "C" (SN, AP) |
| 2004      | Daunte Culpepper "QB" (PFWA), Kevin Williams "DT" (AP, PFWA, SN) |
| 2005      | Darren Sharper "S" (PFWA, SN, AP), Koren Robinson "KR" (PFWA) |
| 2006      | Steve Hutchinson "OG" (PFWA, SN, AP), Kevin Williams "DT" (AP, PFWA, SN) |
| 2007      | Adrian Peterson "RB" (AP), Tony Richardson "FB" (AP), Steve Hutchinson "OG" (AP, PFWA, SN), Kevin Williams "DT" (AP, PFWA, SN), Pat Williams "DT" (AP), Darren Sharper "S" (AP) |
| 2008      | Adrian Peterson "RB" (AP, PFWA, SN), Steve Hutchinson "OG" (AP, PFWA, SN), Jared Allen "DE" (AP), Kevin Williams "DT" (AP, PFWA), Antoine Winfield "CB" (AP) |
| 2009      | Adrian Peterson "RB" (AP, PFWA, SN), Steve Hutchinson "OG" (AP, PFWA, SN), Jared Allen "DE" (AP, PFWA, SN), Kevin Williams "DT" (AP, PFWA, SN), Percy Harvin "KR" (SN) |
| 2010      | Adrian Peterson "RB" (AP) |
| 2011      | Jared Allen "DE" (AP, PFWA, SN) |
| 2012      | Adrian Peterson "RB" (AP, PFWA, SN), Jerome Felton "FB" (AP), John Sullivan "C" (PFWA), Chad Greenway "LB" (AP), Blair Walsh "K" (AP, PFWA) |
| 2013      | Adrian Peterson "RB" (AP), Cordarrelle Patterson "KR" (AP, PFWA, SN) |
| 2015      | Adrian Peterson "RB" (AP, PFWA, SN), Cordarrelle Patterson "KR" (AP, PFWA, SN) |
| 2016      | Cordarrelle Patterson "KR" (AP, PFWA) |
| 2017      | Everson Griffen "DE" (AP, SN), Xavier Rhodes "CB" (AP, PFWA, SN) "DB" (AP), Harrison Smith "FS" (AP, PFWA, SN), Adam Thielen "WR" (AP) |

| All-NFC ** | |
| Anno       | Giocatore |
| 1970       | Mick Tingelhoff "C" (AP), Carl Eller "DE"(AP, UPI), Alan Page "DT" (AP, UPI), Paul Krause "S" (UPI) |
| 1971       | Bob Grim "WR" (UPI, SN), Ron Yary "OT" (AP, UPI, SN), Carl Eller "DE" (AP, UPI, SN), Alan Page "DT" (AP, UPI, SN), Paul Krause "S" (UPI, SN)                                                                                        |
| 1972       | Fran Tarkenton "QB" (UPI, SN), Ron Yary "OT" (AP, UPI, SN), Carl Eller "DE" (AP, SN), Alan Page "DT" (AP, UPI, SN), Paul Krause "S" (AP, UPI, SN)                                                                                   |
| 1973       | John Gilliam "WR" (UPI, SN), Ron Yary "OT" (AP, UPI, SN, PFWA), Carl Eller "DE" (AP, UPI, SN, PFWA), Alan Page "DT" (AP, UPI, SN, PFWA), Paul Krause "S" (AP, UPI, SN, PFWA), Bobby Bryant "CB" (PFWA)                              |
| 1974       | Chuck Foreman "RB" (AP, UPI, SN, PFW), Ron Yary "OT" (AP, UPI, SN, PFW), Alan Page "DT" (AP, UPI, SN, PFW), Nate Wright "CB" (PFW)                                                                                                  |
| 1975       | Fran Tarkenton "QB" (AP, UPI), Chuck Foreman "RB" (AP, UPI), Ron Yary "OT" (AP, UPI), Ed White "OG" (AP, UPI), Carl Eller "DE" (AP, UPI), Alan Page "DT" (AP, UPI), Paul Krause "S" (AP, UPI)                                       |
| 1976       | Fran Tarkenton "QB" (UPI), Chuck Foreman "RB" (AP, UPI), Sammy White "WR" (UPI), Ron Yary "OT" (AP, UPI), Ed White "OG" (UPI), Alan Page "DT" (AP, UPI)                                                                             |
| 1977       | Chuck Foreman "RB" (PFW, SN), Sammy White "WR" (PFW), Ron Yary "OT" (UPI, SN, PFW), Alan Page "DT" (UPI), Matt Blair "LB" (SN) |
| 1978       | Sammy White "WR" (UPI), Matt Blair "LB" (UPI, PFW) |
| 1979       | Ahmad Rashād "WR" (UPI, SN, PFW), Matt Blair "LB" (PFW) |
| 1980       | Ahmad Rashād "WR" (UPI), Matt Blair "LB" (UPI) |
| 1981       | Joe Senser "TE" (UPI) |
| 1982       | Doug Martin "DE" (UPI, PFW) |
| 1986       | Tommy Kramer "QB" (UPI) |
| 1987       | Anthony Carter "WR" (FN), Steve Jordan "TE" (UPI), Gary Zimmerman "OT" (UPI, PFW, FN), Chris Doleman "DE" (UPI, PFW, FN), Joey Browner "S" (UPI, PFW, FN)                                                                           |
| 1988       | Gary Zimmerman "OT" (UPI), Carl Lee "CB" (UPI), Joey Browner "S" (UPI) |
| 1989       | Randall McDaniel "OG" (PFW), Chris Doleman "DE" (UPI, PFW), Keith Millard "DT" (UPI, PFW), Joey Browner "S" (PFW) |
| 1990       | Randall McDaniel "OG" (UPI), Henry Thomas "DT" (FN), Joey Browner "S" (UPI, FN), Carl Lee "CB" (FN) |
| 1993       | Randall McDaniel "OG" (UPI, FN), Chris Doleman "DE" (UPI), John Randle "DT" (UPI, FN) |
| 1994       | Cris Carter "WR" (UPI, FN), Randall McDaniel "OG" (UPI, FN), John Randle "DT" (UPI, FN), Jack Del Rio "LB" (FN), Fuad Reveiz "K" (UPI, FN)                                                                                          |
| 1995       | Randall McDaniel "OG" (UPI, FN), John Randle "DT" (UPI, FN), David Palmer "PR" (FN) |
| 1996       | Randall McDaniel "OG" (UPI, FN), John Randle "DT" (UPI) |
| 1997       | Cris Carter "WR" (FN), Todd Steussie "OT" (PFW, FN), Randall McDaniel "OG" (PFW, FN), John Randle "DT" (PFW, FN, USA), David Palmer "PR" (PFW)                                                                                      |
| 1998       | Randall Cunningham "QB" (PFW, FN), Randy Moss "WR" (PFW, FN), Todd Steussie "OT" (PFW), Randall McDaniel "OG" (PFW, FN), Jeff Christy "C" (PFW, FN), John Randle "DT" (PFW, FN), Dwayne Rudd "LB" (FN), Gary Anderson "K" (PFW, FN) |
| 1999       | Cris Carter "WR" (PFW), Jeff Christy "C"(PFW), Mitch Berger "P" (PFW) |
| 2000       | Daunte Culpepper "QB" (PFW), Robert Smith "RB" (PFW, FN), Randy Moss "WR" (PFW, FN), Matt Birk "C" (PFW, FN) |
| 2002       | Randy Moss "WR" (PFW) |
| 2003       | Randy Moss "WR" (PFW), Matt Birk "C" (PFW) |
| 2004       | Daunte Culpepper "QB" (PFW), Kevin Williams "DT" (PFW) |
| 2005       | Darren Sharper "S" (PFW), Koren Robinson "KR" (PFW) |
| 2006       | Steve Hutchinson "OG" (PFW), Pat Williams "DT" (PFW) |
| 2007       | Adrian Peterson "RB" (PFW), Steve Hutchinson "OG" (PFW), Matt Birk "C" (PFW), Kevin Williams "DT" (PFW), Pat Williams "DT" (PFW), Darren Sharper "S" (PFW)                                                                          |
| 2008       | Adrian Peterson "RB" (PFW), Steve Hutchinson "OG" (PFW), Kevin Williams "DT" (PFW), Antoine Winfield "CB" (PFW) |
| 2009       | Adrian Peterson "RB" (PFW), Steve Hutchinson "OG" (PFW), Jared Allen "DE" (PFW), Kevin Williams "DT" (PFW), Percy Harvin "KR" (PFW), Heath Farwell "ST" (PFW)                                                                       |
| 2010       | Adrian Peterson "RB" (PFW) |
| 2011       | Jared Allen "DE" (PFW) |
| 2012       | Adrian Peterson "RB" (PFWA), John Sullivan "C" (PFWA), Jared Allen "DE" (PFWA), Blair Walsh K (PFWA) |
| 2013       | Cordarrelle Patterson "KR" (PFWA) |
| 2015       | Adrian Peterson "RB" (PFWA), Cordarrelle Patterson "KR" (PFWA) |
| 2016       | Marcus Sherels "PR" (PFWA), Cordarrelle Patterson "KR" (PFWA) |
| 2017       | Harrison Smith "FS" (PFWA) |

Legenda:
AP = Associated Press
NEA =  Newspaper Enterprise Association
NYDN = New York Daily News
PFW = Pro Football Weekly
PFWA = Pro Football Writers of America
SN = Sporting News
UPI = United Press International
FN = Football News
USA = USA Today
| Pro Football Writers All-Rookie Team *** |                                                        |
| Anno                                     | Giocatore                                              |
| 2003                                     | Onterrio Smith RB, Kevin Williams DE, Eddie Johnson P  |
| 2005                                     | Chris Kluwe P                                          |
| 2007                                     | Adrian Peterson RB, Brian Robison DE                   |
| 2009                                     | Percy Harvin WR/KR, Phil Loadholt OT                   |
| 2011                                     | Kyle Rudolph TE                                        |
| 2012                                     | Matt Kalil OT, Harrison Smith S, Blair Walsh K         |
| 2013                                     | Cordarrelle Patterson KR                               |
| 2014                                     | Teddy Bridgewater QB                                   |
| 2015                                     | Stefon Diggs WR, Danielle Hunter DE, Eric Kendricks LB |
| 2017                                     | Pat Elflein C                                          |

- 2011

 Adrian Peterson - nº 3
 Jared Allen - nº 80
- 2012

 Adrian Peterson - nº 8
 Jared Allen - nº 13
- 2013

 Adrian Peterson - nº 1
 Jared Allen - nº 60
 Chad Greenway - nº 70
 Percy Harvin - nº 90
- 2014

 Adrian Peterson - nº 4
 Jared Allen - nº 68
- 2015

 Adrian Peterson - nº 62
- 2016

 Adrian Peterson - nº 5
 Harrison Smith - nº 73
 Linval Joseph - nº 76
- 2017

 Xavier Rhodes - nº 66
 Harrison Smith - nº 74
 Everson Griffen - nº 92
 Adrian Peterson - nº 98
Note:
- (*) Le formazioni All-Pro concernono in una o due squadre (First Team e Second Team) in cui sono inseriti i migliori giocatori della stagione regolare appena conclusa, votati da giornalisti specializzati nel settore. In grassetto sono ivi indicati i voti per il First Team, in normale quelli per il Second Team.
- (**) Le formazioni All-NFC sono analoghe a quelle All-Pro, con l'unica differenza che la cerchia di giocatori selezionati è ristretta alla National Football Conference.
- (***) L'All-Rookie Team è la formazione dei migliori rookie della stagione stilata dalla Pro Football Writers Association (sino al 2012 congiuntamente alla rivista Pro Football Weekly).
- (****) La NFL Top 100 è l'annuale lista dei migliori giocatori della NFL. Le classifiche sono basate sui voti dei giocatori NFL che giudicano i propri colleghi in base alle prestazioni della stagione precedente (quindi, ad esempio la NFL Top 100 del 2011 era basata sulla stagione 2010 della National Football League)[35].

### Inserimenti in liste decennali e secolari
- Offensive Team

Fran Tarkenton "QB"
Bill Brown "RB"
Chuck Foreman "RB"
Ahmad Rashād "WR"
Sammy White "WR"
Stu Voigt "TE"
Ron Yary "OT"
Milt Sunde "OG"
Mick Tingelhoff "C"
Ed White "OG"
Grady Alderman "OT"
- Defensive Team

Jim Marshall "DE"
Alan Page "DT"
Gary Larsen "DT"
Carl Eller "DE"
Matt Blair "OLB"
Scott Studwell "ILB"
Jeff Siemon "ILB"
Roy Winston "OLB"
Bobby Bryant "CB"
Ed Sharockman "CB"
Paul Krause "S"
Karl Kassulke "S"
- Special Team

Greg Coleman "P"
Fred Cox "K"
- Offensive Team

Fran Tarkenton "QB"
Chuck Foreman "RB"
Robert Smith "RB"
Ahmad Rashād "WR"
Cris Carter "WR"
Steve Jordan "TE"
Ron Yary "OT"
Randall McDaniel "OG"
Mick Tingelhoff "C"
Ed White "OG"
Tim Irwin "OT"
- Defensive Team

Jim Marshall "DE"
Alan Page "DT"
John Randle "DT"
Carl Eller "DE"
Matt Blair "OLB"
Scott Studwell "ILB"
Jeff Siemon "ILB"
Bobby Bryant "CB"
Carl Lee "CB"
Paul Krause "S"
Joey Browner "S"
- Special Team

Greg Coleman "P"
Fred Cox "K"
Darrin Nelson "KR"
Bill Brown "ST"
- Grady Alderman "T" 61-74
- Jared Allen "DE" 08-13
- Matt Birk "C" 98-08
- Matt Blair "LB" 74-85
- Bill Brown "RB" 62-74
- Joey Browner "S" 83-91
- Bobby Bryant "CB" 67-80
- Anthony Carter "WR" 85-93
- Cris Carter "WR" 90-01
- Fred Cox "K" 63-77
- Daunte Culpepper "QB" 99-05
- Chris Doleman "DE / LB" 85-93,96
- Carl Eller "DE" 64-78
- Chuck Foreman "RB" 73-79
- John Gilliam "WR" 72-75
- Wally Hilgenberg "LB" 68-79
- Steve Hutchinson "G" 06-11

- Tim Irwin "T" 81-93
- Steve Jordan "TE" 82-94
- Tommy Kramer "QB" 77-89
- Paul Krause "S" 68-79
- Gary Larsen "DT" 65-74
- Carl Lee "CB" 83-93
- Jim Marshall "DE" 61-79
- Randall McDaniel "G" 88-99
- Keith Millard "DT" 85-91
- Randy Moss "WR" 98-04, 10
- Dave Osborn "RB" 65-75
- Alan Page "DT" 67-78
- Adrian Peterson "RB" 07-
- John Randle "DT" 90-00
- Ahmad Rashād "WR" 76-82
- Ed Sharockman "CB" 62-72
- Jeff Siemon "LB" 72-82

- Robert Smith "RB" 93-00
- Scott Studwell "LB" 77-90
- Doug Sutherland "DT" 71-81
- Fran Tarkenton "QB" 61-66, 72-78
- Henry Thomas "DT" 87-94
- Mick Tingelhoff "C" 62-78
- Stu Voigt "TE" 70-80
- Gene Washington "WR" 67-72
- Ed White "G" 69-77
- Sammy White "WR" 78-86
- Kevin Williams "DT" 03-13
- Antoine Winfield "CB" 04-12
- Roy Winston "LB" 62-76
- Ron Yary "T" 68-81
- Gary Zimmerman "T" 86-92

- Offensive Team

Daunte Culpepper "QB"
Adrian Peterson "RB"
Robert Smith "RB"
Anthony Carter "WR"
Cris Carter "WR"
Randy Moss "WR"
Steve Jordan "TE"
Tim Irwin "OT"
Gary Zimmerman "OT"
Steve Hutchinson "OG"
Randall McDaniel "OG"
Matt Birk "C"
- Defensive Team

Jared Allen "DE"
Chris Doleman "DE
John Randle "DT"
Kevin Williams "DT"
Chad Greenway "OLB"
Ed McDaniel "OLB"
Scott Studwell "MLB"
Carl Lee "CB"
Antoine Winfield "CB"
Robert Griffith "S"
Joey Browner "S"
- Special Team

Percy Harvin "RS"
Chris Kluwe "P"
Ryan Longwell "K"
Chris Walsh "ST"
- Formazione ideale della NFL degli anni 1970[36]

 Ron Yary
 Carl Eller
 Alan Page
- Formazione ideale della NFL degli anni 1990[37]

 Cris Carter
 Gary Zimmerman
 Randall McDaniel
 John Randle
 Chris Doleman
 Gary Anderson
- Formazione ideale della NFL degli anni 1980[38]

 Gary Zimmerman
 Keith Millard
 Joey Browner
- Formazione ideale della NFL degli anni 2000[39]

 Randy Moss
 Steve Hutchinson
 Kevin Williams
 Darren Sharper
- Brett Favre - nº 20
- Alan Page - nº 43
- Randy Moss - nº 65
- Fran Tarkenton - nº 91

<
- Jan Stenerud K

Note:
- (*) Formazione ideale che comprende i migliori giocatori ed il miglior allenatore che hanno prestato servizio per i Vikings nei primi 25 anni della franchigia.
- (**) Formazione ideale che comprende i migliori giocatori ed il miglior allenatore che hanno prestato servizio per i Vikings nei primi 40 anni della franchigia.
- (***) Nel 2010 i Vikings, in occasione della loro 50ª stagione, proposero sul loro sito internet una lista di 100 ex Vikings da cui i tifosi avrebbero poi scelto, tramite voto online, i migliori 50.
- (****) Nel 2013 i Vikings, in occasione dell'ultima stagione giocata all'Hubert H. Humphrey Metrodome prima della sua demolizione, proposero sul loro sito internet una lista dei migliori ex Vikings ad aver fatto la storia della franchigia giocando nel sopracitato stadio. Da questa lista i tifosi avrebbero poi disegnato, tramite voto online, la formazione ideale.
- (*****) Le formazioni ideali del decennio della NFL sono formazioni stilate dai giurati della Pro Football Hall of Fame e composte da giocatori che hanno fornito prestazioni eccezionali nella National Football League nelle varie decadi.
- (******) La classifica dei migliori giocatori di tutti i tempi della National Football League è stata una serie televisiva trasmessa in dieci parti da NFL Network nel 2010. La serie fu basata sui migliori 100 giocatori della National Football League di tutti i tempi, scelta da una commissione selezionata da NFL Network. I membri votanti erano ex allenatori, giocatori e dirigenti della NFL e membri dei media. Ogni episodio, trasmesso il giovedì dal 3 settembre al 4 novembre 2010, introdusse un gruppo di dieci giocatori della lista, partendo dalla posizione numero 100 alla 91 e salendo nella lista di settimana in settimana[35]
- (*******) La formazione ideale del 75º anniversario della National Football League fu scelta da un comitato composto dai media e dal personale della lega nel 1994 e rappresenta una formazione ideale che raccoglie i migliori giocatori, nei vari ruoli, che sino a tale data avevano giocato in NFL[40].

### Membri della Pro Football Hall of Fame e del Vikings Ring of Honor
I Vikings figurano tra le 30 franchigie della NFL con membri indotti nella Pro Football Hall of Fame (PFHoF), il museo del football americano nel quale sono esposti busti e memorabilia delle più grandi personalità di questo sport distintesi come contributori e/o allenatori e/o giocatori. I Vikings sono tra i pochi ad avere almeno un rappresentante per ogni categoria: un contributore, un allenatore e ben 12 giocatori, più altri 7 indotti soprattutto per il contributo dato durante la militanza in altre squadre, che ne fanno la 12ª squadra della NFL per maggior numero di membri indotti. Oltre la PFHoF vi è anche il Minnesota Vikings Ring of Honor, l'equivalente della prima gestita però internamente dal club, che si prefigge di onorare le leggende della franchigia che hanno contribuito ai successi della squadra dentro e fuori dal campo. Ogni membro indotto riceve, oltre alla giacca ed all'anello, anche l'onore di vedere affisso all'interno dello stadio uno striscione col proprio nome ad imperitura memoria.
| Minnesota Vikings Pro Football Hall of Famers |

| Minnesota Vikings Ring of Honor |

| N° | Giocatore        | Ruolo | Stagioni con i Vikings | Anno d'induzione |
| -- | ---------------- | ----- | ---------------------- | ---------------- |
| 1  | Warren Moon^     | QB    | 1994–1996              | 2006             |
| 3  | Jan Stenerud^    | K     | 1984–1985              | 1991             |
| 4  | Brett Favre^     | QB    | 2009-2010              | 2016             |
| 7  | Morten Andersen  | K     | 2004                   | 2017             |
| 10 | Fran Tarkenton   | QB    | 1961–1966, 1972–1978   | 1986             |
| 22 | Paul Krause      | S     | 1968–1979              | 1998             |
| 39 | Hugh McElhenny^  | RB    | 1961–1962              | 1970             |
| 44 | Dave Casper      | TE    | 1983                   | 2002             |
| 53 | Mick Tingelhoff  | C     | 1962-1978              | 2015             |
| 56 | Chris Doleman    | DE    | 1985–1993, 1999        | 2012             |
| 58 | Jim Langer^      | C     | 1980–1981              | 1987             |
| 64 | Randall McDaniel | G     | 1988–1999              | 2009             |
| 65 | Gary Zimmerman   | OT    | 1986–1992              | 2008             |
| 73 | Ron Yary         | OT    | 1968–1981              | 2001             |
| 80 | Cris Carter      | WR    | 1990–2001              | 2013             |
| 81 | Carl Eller       | DE    | 1964–1978              | 2004             |
| 84 | Randy Moss^      | WR    | 1998–2004, 2010        | 2018             |
| 88 | Alan Page        | DT    | 1967–1978              | 1988             |
| 93 | John Randle      | DT    | 1990–2000              | 2010             |

| N° | Giocatore        | Ruolo | Stagioni con i Vikings | Data d'induzione  |
| -- | ---------------- | ----- | ---------------------- | ----------------- |
| 10 | Fran Tarkenton   | QB    | 1961–1966, 1972–1978   | 9 settembre 1998  |
| 22 | Paul Krause      | S     | 1968–1979              | 15 novembre 1998  |
| 28 | Ahmad Rashād     | WR    | 1976-1982              | 1 ottobre 2017    |
| 30 | Bill Brown       | RB    | 1962–1974              | 26 settembre 2004 |
| 44 | Chuck Foreman    | RB    | 1973–1979              | 30 settembre 2007 |
| 47 | Joey Browner     | S     | 1983–1991              | 27 ottobre 2013   |
| 53 | Mick Tingelhoff  | C     | 1962–1978              | 25 novembre 2001  |
| 55 | Scott Studwell   | LB    | 1977–1990              | 29 novembre 2009  |
| 56 | Chris Doleman    | DE    | 1985–1993, 1999        | 23 ottobre 2011   |
| 59 | Matt Blair       | OLB   | 1974–1985              | 25 ottobre 2012   |
| 64 | Randall McDaniel | G     | 1988–1999              | 17 dicembre 2006  |
| 70 | Jim Marshall     | DE    | 1961–1979              | 28 novembre 1999  |
| 73 | Ron Yary         | OT    | 1968–1981              | 9 settembre 2001  |
| 77 | Korey Stringer   | OT    | 1995–2000              | 19 novembre 2001  |
| 80 | Cris Carter      | WR    | 1990–2001              | 14 settembre 2003 |
| 81 | Carl Eller       | DE    | 1964–1978              | 10 novembre 2002  |
| 84 | Randy Moss       | WR    | 1998–2004, 2010        | 11 settembre 2017 |
| 88 | Alan Page        | DT    | 1967–1978              | 20 settembre 1998 |
| 93 | John Randle      | DT    | 1990–2000              | 30 novembre 2008  |

Note:
- In grassetto sono indicati gli Hall of Famer che hanno giocato per gran parte o per l'intera loro carriera nei Vikings.
- In corsivo sono indicati gli Hall of Famer che sono stati indotti dopo esser stati nominati finalisti dal Senior Committee.
- ^   Indica che il giocatore è stato inserito nella Hall of Fame al primo anno di eleggibilità.
- Nonostante Norm Van Brocklin ed Emmitt Thomas siano stati rispettivamente capo allenatore dei Vikings dal 1961 al 1966 e coordinatore difensivo dei Vikings dal 2000 al 2001, essi sono stati inseriti nella Pro Football Hall of Fame (nel 1971 il primo e nel 2008 il secondo) solo per il loro contributo in qualità di giocatori (nei Los Angeles Rams e Philadelphia Eagles il primo, nei Kansas City Chiefs il secondo).

### Numeri ritirati
In oltre 50 anni di storia i Vikings hanno ufficialmente ritirato 6 numeri. Di questi 6 Vikings, 4 fanno parte della Pro Football Hall of Fame.